# Claudio Costa (arts)

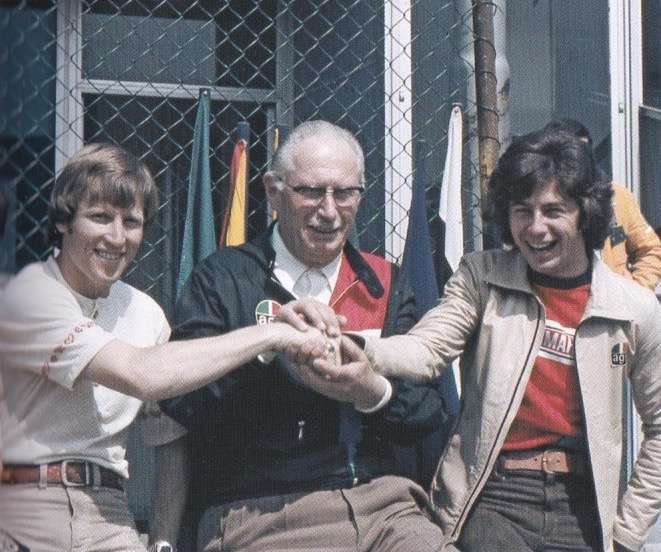
Claudio Costa in 1978 tussen Kenny Roberts (links) en Johnny Cecotto

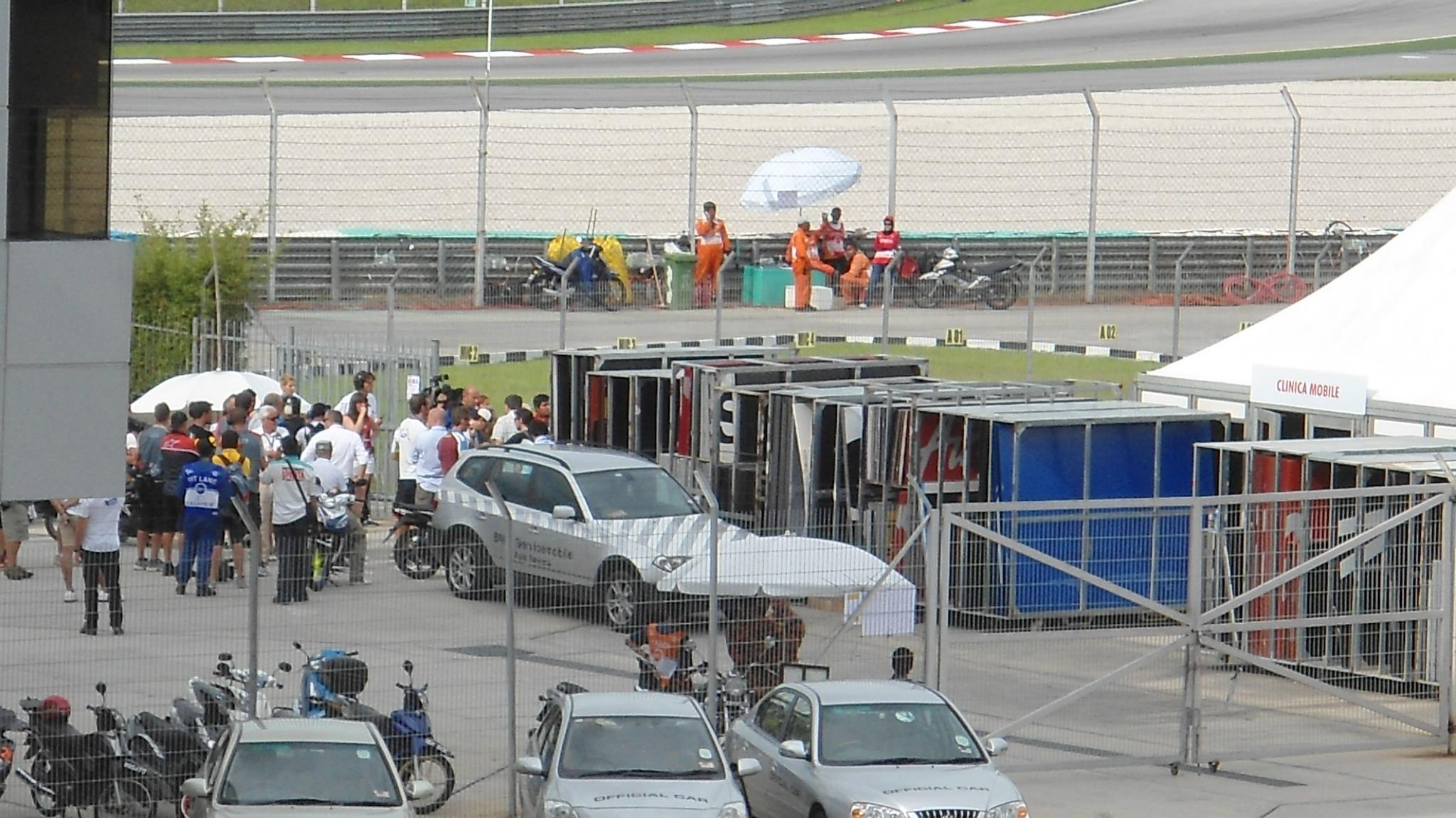
De mobiele kliniek na het ongeval van Marco Simoncelli tijdens de Grand Prix van Maleisië (2011)

Claudio Marcello Costa (Imola, 20 februari 1941) is een Italiaans arts en oprichter van de mobiele kliniek die bij wegraces wordt gebruikt. 
Claudio Costa studeerde op 3 maart 1967 af en specialiseerde zich later in orthopedie, traumatologie,  orthopedische fysiotherapie en sportgeneeskunde. Hij is de zoon van Francesco Costa, de initiatiefnemer voor het circuit van Imola. 
Zijn betrokkenheid bij de motorsport begon op 22 april 1957, toen hij Geoff Duke, die gevallen was tijdens de Golden Shell Cup ("Coppa d'Oro Shell") van de baan trok en ook zijn Gilera 500 4C, die een obstakel vormde voor de andere rijders, van de baan haalde. 
In 1972 boden Claudio Costa en een aantal vrienden aan om als vrijwilliger eerste hulp aan de coureurs te verlenen tijdens de 200 Mijl van Imola, die door zijn vader werden georganiseerd. 
De coureurs waardeerden dit zeer. In die tijd waren ze voor geneeskundige hulp afhankelijk van de organisatoren van wedstrijden, die dit niet altijd even serieus namen. Vooral op stratencircuits, die toch al gevaarlijker waren dan permanente circuits, konden ambulances de gevallen en gewonde rijders vaak moeilijk bereiken omdat de races niet stilgelegd werden. De coureurs vroegen Claudio Costa om hen tijdens het hele wegraceseizoen, vooral de Grands Prix, te begeleiden. Costa ondervond weinig problemen om zijn vrienden en collega's, die allemaal enthousiast waren voor de motorsport, te overtuigen. In 1974 vroeg Giacomo Agostini Claudio Costa om mee te gaan naar de Daytona 200. 
In het eerste jaar ging Claudio Costa met zijn eigen auto en wat medische hulpmiddelen naar de circuits, maar in 1976 ontstond het plan om een volledig ingerichte mobiele kliniek te realiseren. Dit idee kwam van Gino Amisano, de directeur/oprichter van de helmenfabriek AGV. Amisano financierde het project en zo ontstond de mobiele kliniek die nog steeds op de circuits te vinden is. 
In de eerste jaren ondervond men nog wel problemen. Hoewel de kliniek al meteen door de Fédération Internationale de Motocyclisme werd omarmd, mochten de artsen soms niet meer doen dan het verlenen van eerste hulp, terwijl men veel grotere medische handelingen kon verrichten. Het probleem manifesteerde zich al tijdens de eerste Grand Prix van Oostenrijk in 1977, toen enkele zwaargewonde coureurs niet behandeld mochten worden. Zij moesten naar het ziekenhuis in Salzburg worden gebracht, maar de races werden niet afgevlagd, waardoor de ambulances niet bij de gewonde rijders konden komen. Het ziekenhuis was bovendien overbelast doordat er op de autosnelweg in de buurt van Salzburg een groot verkeersongeval had plaatsgevonden. Hans Stadelmann overleed aan zijn verwondingen, Dieter Braun moest zijn carrière beëindigen en Patrick Fernandez bleef zwaargewond een half uur in de gang van het ziekenhuis liggen. Hij raakte gelukkig niet buiten bewustzijn en kon de arts vertellen dat hij buikpijn had, waardoor ernstige inwendige bloedingen werden ontdekt. In haar najaarsvergadering van 1977 eiste de FIM dat organisatoren de mobiele kliniek meer mogelijkheden boden en bovendien zouden opkomen voor de reis- en verblijfskosten. 
De kliniek van Claudio Costa werd een begrip bij de coureurs, organisatoren en fans van de motorsport, zelfs toen in de latere jaren de medische hulp bij de wedstrijden beter werd georganiseerd en er bijvoorbeeld reddingshelikopters kwamen. 